# Bisbee (Dakota du Nord)
Pour les articles homonymes, voir Bisbee.
La ville américaine de Bisbee est située dans le comté de Towner, dans l’État du Dakota du Nord. Lors du recensement de 2010, sa population s’élevait à 126 habitants.

## Histoire
Bisbee a été fondée en 1888.

## Démographie
| 1910 | 1920 | 1930 | 1940 | 1950 | 1960 |
| ---- | ---- | ---- | ---- | ---- | ---- |
| 444  | 500  | 531  | 393  | 365  | 388  |

| 1970 | 1980 | 1990 | 2000 | 2010 | - |
| ---- | ---- | ---- | ---- | ---- | - |
| 305  | 257  | 227  | 167  | 126  | - |

## Source
- (en) Cet article est partiellement ou en totalité issu de l’article de Wikipédia en anglais intitulé « Bisbee, North Dakota » (voir la liste des auteurs).

1. ↑  (en) « Statistiques des États-Unis - Dakota du nord - Profils des comtés de 2010 » (consulté en juin 2021)